# Walter Baumgartner (Radsportler)
Walter Baumgartner (* 4. Oktober 1953 in Weiach; † 1. Oktober 2024) war ein Schweizer Radrennfahrer.

## Leben
1977 wurde Walter Baumgartner mit dem Schweizer Bahnvierer (Daniel Gisiger, Hans Känel und Robert Dill-Bundi) Dritter bei den Bahn-Weltmeisterschaften im venezolanischen San Cristóbal in der Mannschaftsverfolgung. Ebenfalls 1977 belegte er den dritten Platz bei der Stausee-Rundfahrt Klingnau. Bei den Bahnradsport-Weltmeisterschaften 1978 in München wurde er Zweiter im Punktefahren und erneut Dritter in der Mannschaftsverfolgung, mit Urs Freuler, Känel und Dill-Bundi. Ebenso 1978 errang er den Schweizer Titel im Punktefahren. Auch bei Strassenrennen war er erfolgreich, so gewann er 1979 den nationalen Titel im Mannschaftszeitfahren und eine Etappe in der Niedersachsen-Rundfahrt. 1980 war er im Großen Preis von Braunschweig erfolgreich. Als Amateur startete er für den VC Binningen.
1983 wurde Baumgartner Dritter bei der Bahn-WM in Zürich im Steherrennen. Im Jahr darauf gewann er die Schlussetappe der Tour de Suisse.
Walter Baumgartner war der Vater der Radrennfahrer Tobias und Benjamin Baumgartner. Er starb nach längerer Krankheit kurz vor seinem 71. Geburtstag.